# Airwolf 3D
Airwolf 3D là công ty có trụ sở tại Costa Mesa, California sản xuất máy in 3D.

## Lịch sử
Airwolf được thành lập vào tháng 5 năm 2012 bởi Erick Wolf, một luật sư sở hữu trí tuệ với bằng kỹ sư cơ khí, và vợ là Eva. Nguồn cảm hứng cho công ty được báo cáo đến từ một máy in 3D mà Erick, cũng là một thợ sửa xe, đã mua ngay trước Giáng sinh 2011. Sau khi gặp khó khăn với mục tiêu của mình để có được máy in để in các bộ phận thay thế cho chính nó, ông đã dành nhiều ngày làm việc trên máy in trước khi xác định rằng nó đã không thể hoàn thành nhiệm vụ. Máy in cuối cùng đã bị loại bỏ cho các bộ phận, và thay vào đó, Erick bắt đầu xây dựng máy in của riêng mình, được đặt tên là Airwolf 3D.
Máy in Airwolf ban đầu (v.4) có nguồn gốc từ thiết kế Prusa Mendel và Mecano Air, do đó tên "Airwolf."
Công ty bắt đầu vận chuyển máy in 3D lắp ráp hoàn chỉnh vào tháng 6 năm 2012 từ nhà để xe của họ ở Newport Beach, California. Máy in đầu tiên được bán cho Lars Brubaker và Kevin Pope của MatterHackers. MatterHackers tiếp tục phát triển MatterControl, phần mềm in 3D hoạt động với nhiều máy in 3D và được cung cấp trong phiên bản tùy chỉnh cho Airwolf 3D.
Kỹ thuật viên của Airwolf sử dụng máy in 3D để sao chép thêm máy in 3D gần 24/7 tại trụ sở chính của công ty ở Costa Mesa, California.
Cơ sở khách hàng của Airwolf bao gồm Boeing, John Deere, Raytheon, Saleen Automotive và Honeywell - cũng như trường học và những người có sở thích.

## Sản phẩm

### AW3D 5.5

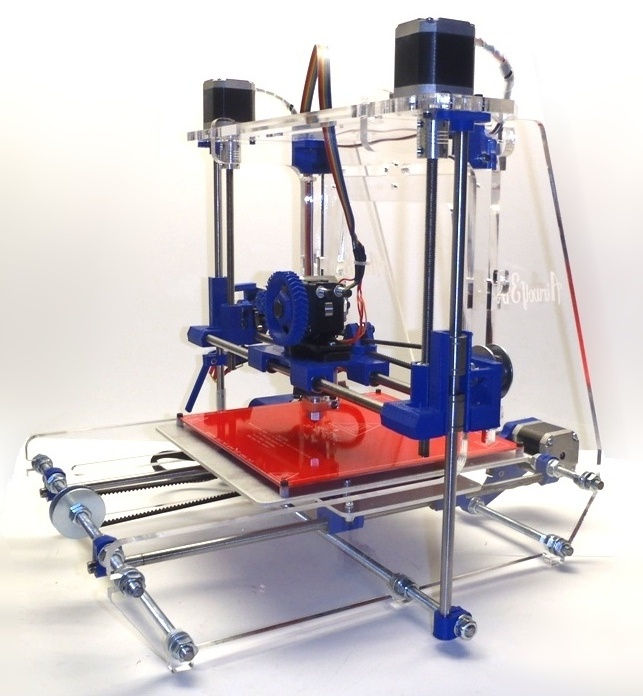
AW3D v.4; Tiền thân của 5.5 và XL

5.5 đã được giới thiệu vào cuối năm 2012 và thay thế v.4 và v.5.

### AW3D XL
AW3d XL được giới thiệu vào tháng 1 năm 2013. Bề mặt in tối đa khoảng 12 "x 8" x 7 ". Nó hoạt động trên bo mạch RAMBo do Ultimachine sản xuất, cung cấp các tùy chọn cho khả năng mở rộng, như đầu đùn kép, nhiều người hâm mộ và một số các tính năng khác bao gồm kiểm soát nhiệt trực tiếp.  Máy in XL 3D đóng một phần không thể thiếu trong chương trình học "STEAM" tại Khu Học Chánh Orange Unified.

### AW3D HD

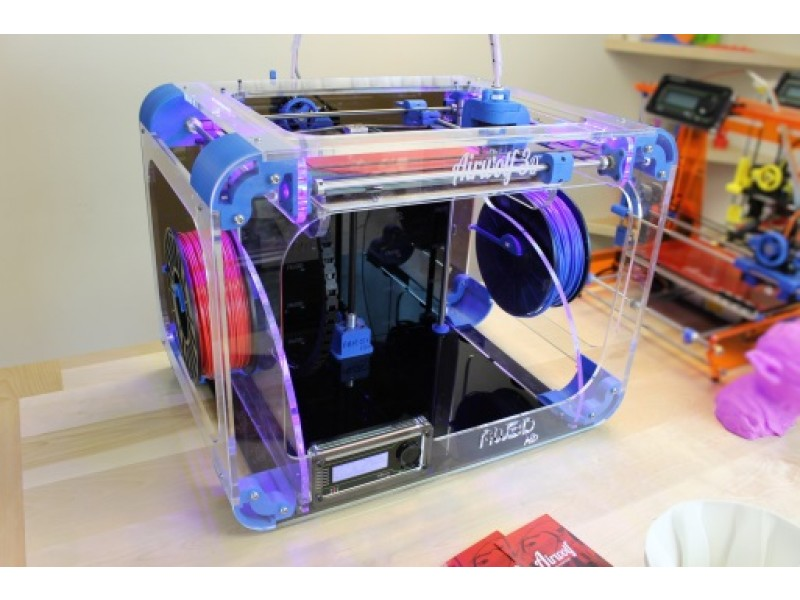
Mô hình Airwolf 3D HD là một máy in 3D được trang bị một đầu in duy nhất có khả năng phân giải lớp thành lớp tốt như.06mm (.002 ").

HD đã được giới thiệu vào tháng 11 năm 2013 tại Triển lãm in 3D ở Paris, Pháp. Nó đặc trưng một khu vực in khoảng 12 "x 8" x 12." AW3D HD có khối lượng in 12 "x 8" x 12 "(1150in³) và có độ phân giải lớp là 0,6mm (0,002"). HD được trang bị đầu in đơn tiêu chuẩn có đầu phun.5mm hoặc ống hút.35mm như một tùy chọn.

### AW3D HDL

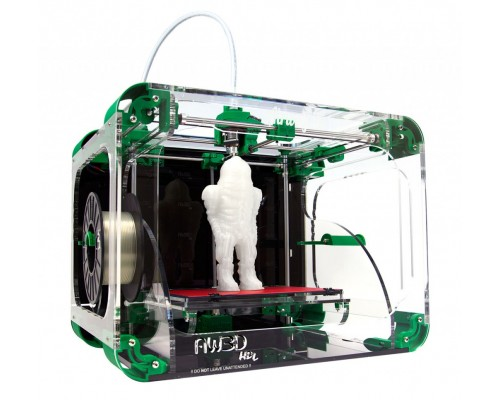
Airwolf 3D mô hình HDL. Máy in 3D này được cung cấp với một bàn in không gia nhiệt và một vòi phun in đơn có độ phân giải lớp.08mm.

AW3D HDL là máy in 3D mô hình 3D Airwolf có thể được nâng cấp tùy theo nhu cầu của người dùng. Nó được trang bị một chiếc giường in không được gia nhiệt và một đầu in duy nhất có khả năng duy trì nhiệt độ 260 °C (500 °F). AW3D có độ phân giải in là 0,08mm với tốc độ in tối đa 150 mm/s. AW3D có khối lượng xây dựng là 12 "x 8" x 11 "(1056in³) và đạt tiêu chuẩn với đầu phun in.5mm hoặc một vòi phun.35mm tùy chọn.

### AW3D HDx

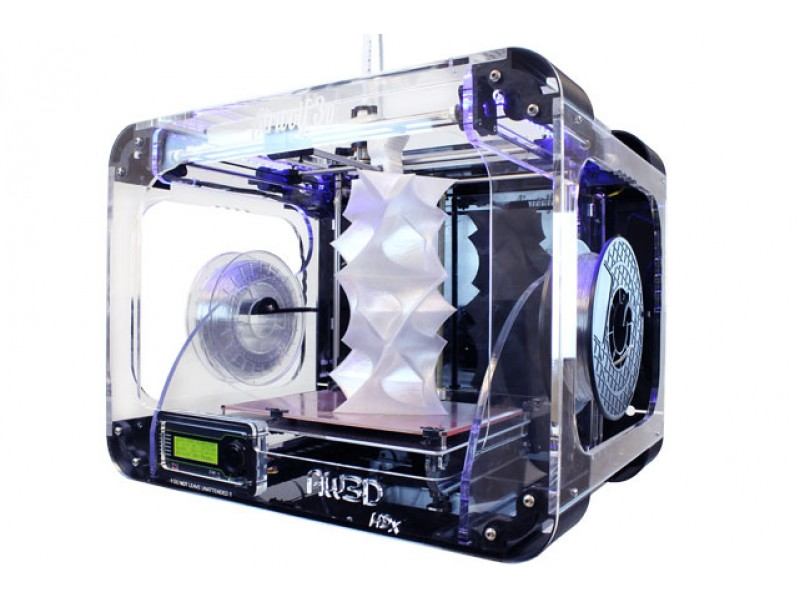
Các mô hình Airwolf 3D Hdx. Máy in 3D này bao gồm một đầu in JRX độc quyền có khả năng duy trì nhiệt độ khoảng 315 ° C (599 ° F).

HDx được giới thiệu vào tháng 5 năm 2014. Máy in 3D có thể chế tạo nguyên mẫu từ các vật liệu kỹ thuật như polycacbonat, nylon cầu và nylon 645. HDx sử dụng đầu gia nhiệt JRx của công ty và có thể giữ nhiệt độ lên tới 599 ° F, cho phép in 3D với nhiều vật liệu bền hơn. HDx đã được chọn cho mục lựa chọn trong tuần của nhà biên tập của Desktop Engineering. HDX có khối lượng in là 12 "x 8" x 12 "(1150in³) và có độ phân giải lớp là 0,06mm (0,002"). HDX được trang bị đầu in nhiệt độ cao JRx độc quyền và đạt tiêu chuẩn với đầu phun.5mm hoặc đầu hút.35mm tùy chọn.

### AW3D HD2x

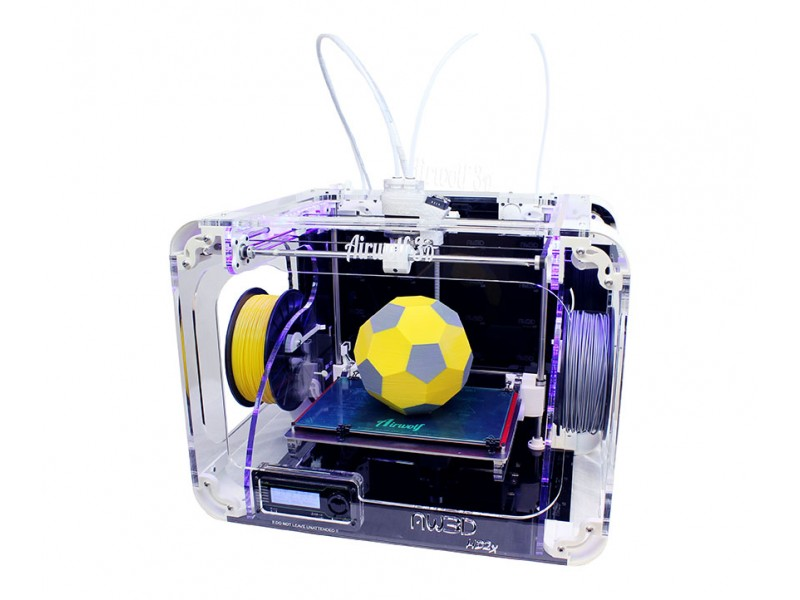
Máy in 3D mô hình Airwolf 3D HD2X. AW3D HD2x có đầu in kép có nhiệt độ cao, với khối lượng in 11 "x 8" x 12 "(1056in³) và độ phân giải lớp tới lớp là 0,06mm (0,002")

HD2x là máy in 3D hai đầu in được giới thiệu vào năm 2014. HD2x có đầu in kép có khả năng duy trì nhiệt độ 315 °C (599 °F). Bản gốc HD2x được thiết kế cho chức năng cắt lớp và in qua kết nối có dây truyền thống; tuy nhiên, khả năng không dây sau đó được cung cấp bởi bộ điều khiển không dây Wolfbox ™ của Airwolf 3D. HD2x có khả năng in hai màu khác nhau hoặc hai vật liệu khác nhau đồng thời với điều kiện hai vật liệu này có nhiệt độ đùn tương tự nhau. HD2x có khối lượng in 11 "X 8" x 12 "(1056in³) và được cung cấp độ phân giải lớp tới lớp mịn cỡ.06mm (.002").

### AW3D HD-R

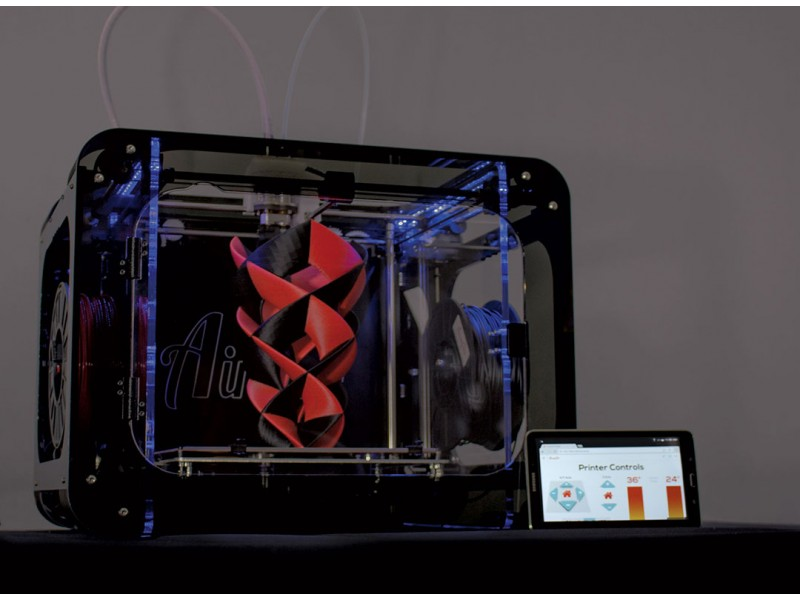
Mô hình 3D Airwolf HD-R. AW3D HD-R được giới thiệu tại Triển lãm Điện tử Tiêu dùng năm 2015 và có tính năng in hai đầu, tích hợp WiFi và khả năng cắt lớp và in không dây.

HD-R được giới thiệu tại triển lãm điện tử tiêu dùng 2015. HD-R là mẫu Airwolf 3D đầu tiên cung cấp WiFi tích hợp và cắt lát dựa trên đám mây, lưu trữ tệp và quản lý tệp dựa trên nền tảng AstroPrint® bởi3DaGoGo®. HD-R có thể được giao tiếp thông qua kết nối PC truyền thống hoặc thiết bị di động. Theo mặc định, máy tính bảng 8” được cung cấp cùng với mỗi thiết bị cho giao diện không dây. HD-R được trang bị đầu in kép có khả năng duy trì nhiệt độ 315 °C (599 °F). Cấu hình đầu in kép cho phép người dùng in với hai màu khác nhau hoặc hai loại sợi khác nhau với điều kiện sợi filament có nhiệt độ ép đùn tương tự. HD-R được xây dựng với một khung nhôm cải thiện về độ cứng vững và có một thể tích xây dựng tối đa 11 "x 8" x 12 "(1056 in³). HD-R có độ phân giải in là 0,06mm (0,002 ") và đạt tiêu chuẩn với đầu phun.5mm hoặc ống hút.35mm tùy chọn.

### AXIOM

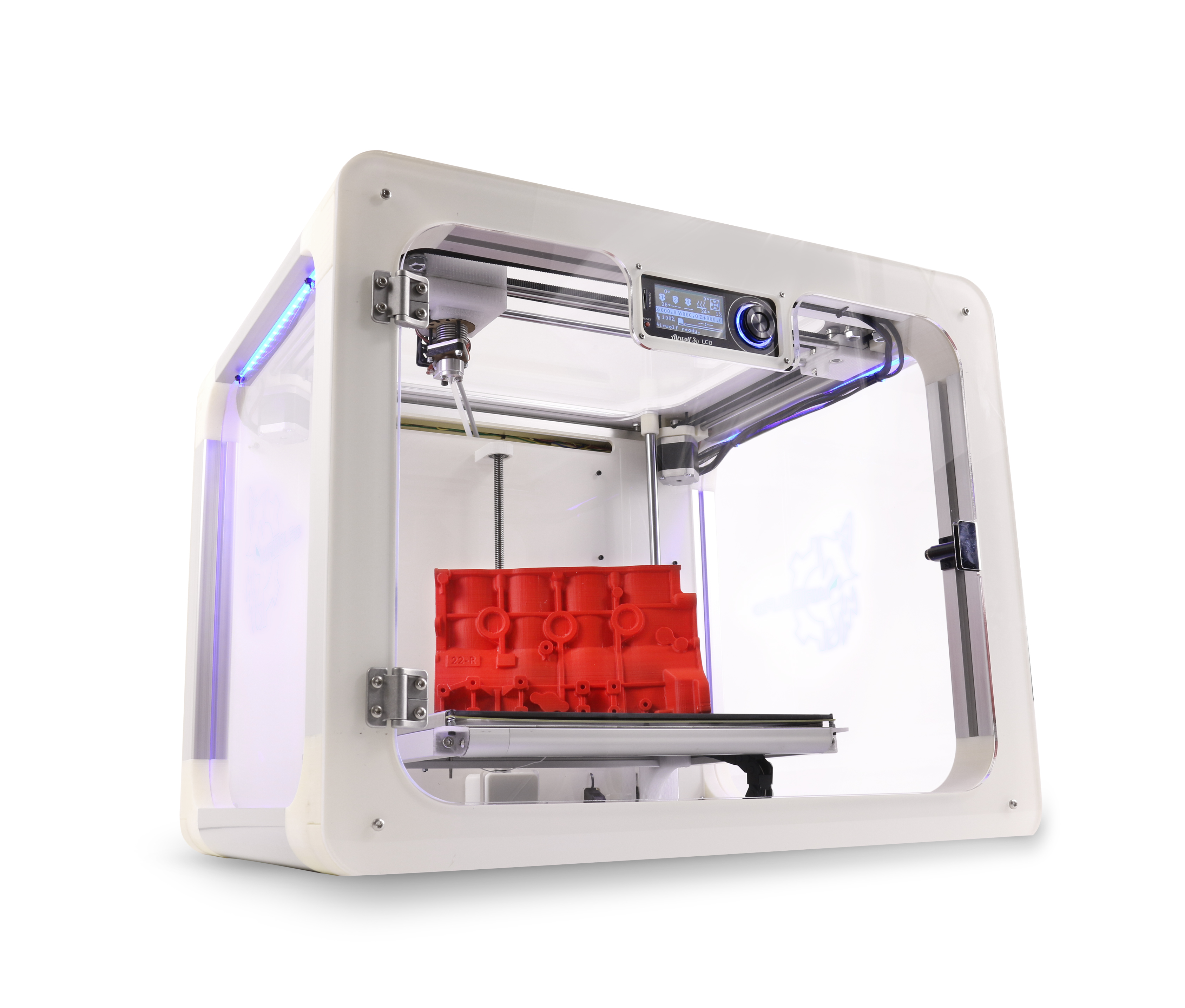
The AXIOM là dòng máy in chuyên nghiệp với tất cả tính năng giúp cho máy in 3D dễ sử dụng hơn mà vẫn đảm bảo khả năng in chất lượng: tự cân chỉnh, hệ thống easy-feed (cấp sợi dễ dàng), vùng in kín, là những gì được công ty mô tả là “ hệ thống cassette có thể thay thế dành cho người dùng cuối (ERC)”. Ngoài việc đảm bảo khả năng lặp lại và in không có sự cố, hệ thống ERC còn cho phép người dùng nâng cấp và thay đổi đầu đùn. Với ERC, đầu đùn và các linh kiện kèm theo nó được chứa trong một cấu trúc giống như hộp cassette nên có thể dễ dàng bỏ đi hoặc thay thế.

Đầu tiên, dòng AXIOM được làm từ nhôm định hình và các chi tiết bằng polycarbonate ép phun.  Nó có thể tích xây dựng lớn 12.5”x8”x10”, độ phân giải lớp cỡ 40 microns, nó có bàn có gia nhiệt cùng với đầu gia nhiệt độc quyền của công ty, cho phép AXIOM in được nhiều loại vật liệu, từ PLA cho đến Nylon và polycarbonate.  Cùng với việc tích hộp hệ thống quản lý máy in trên đám mây AstroPrint, AXIOM có thể được kiểm soát qua web, USB, thẻ micro SD hay Ethernet.

### Wolfbite
Wolfbite là một chất kết dính in 3D để tạo điều kiện cho việc liên kết và loại bỏ các bản in hỗn hợp nylon từ các tấm xây dựng bằng thủy tinh và gốm. Sản phẩm được xây dựng để giải quyết các vấn đề về cong vênh và bám dính vốn có khi in 3D bằng nylon.

### Đặc tính
Nhiều bộ phận được chế tạo bằng acrylonitrile butadiene styrene (ABS), một nhựa nhiệt dẻo phổ biến.